# Sprinter (kolarstwo)

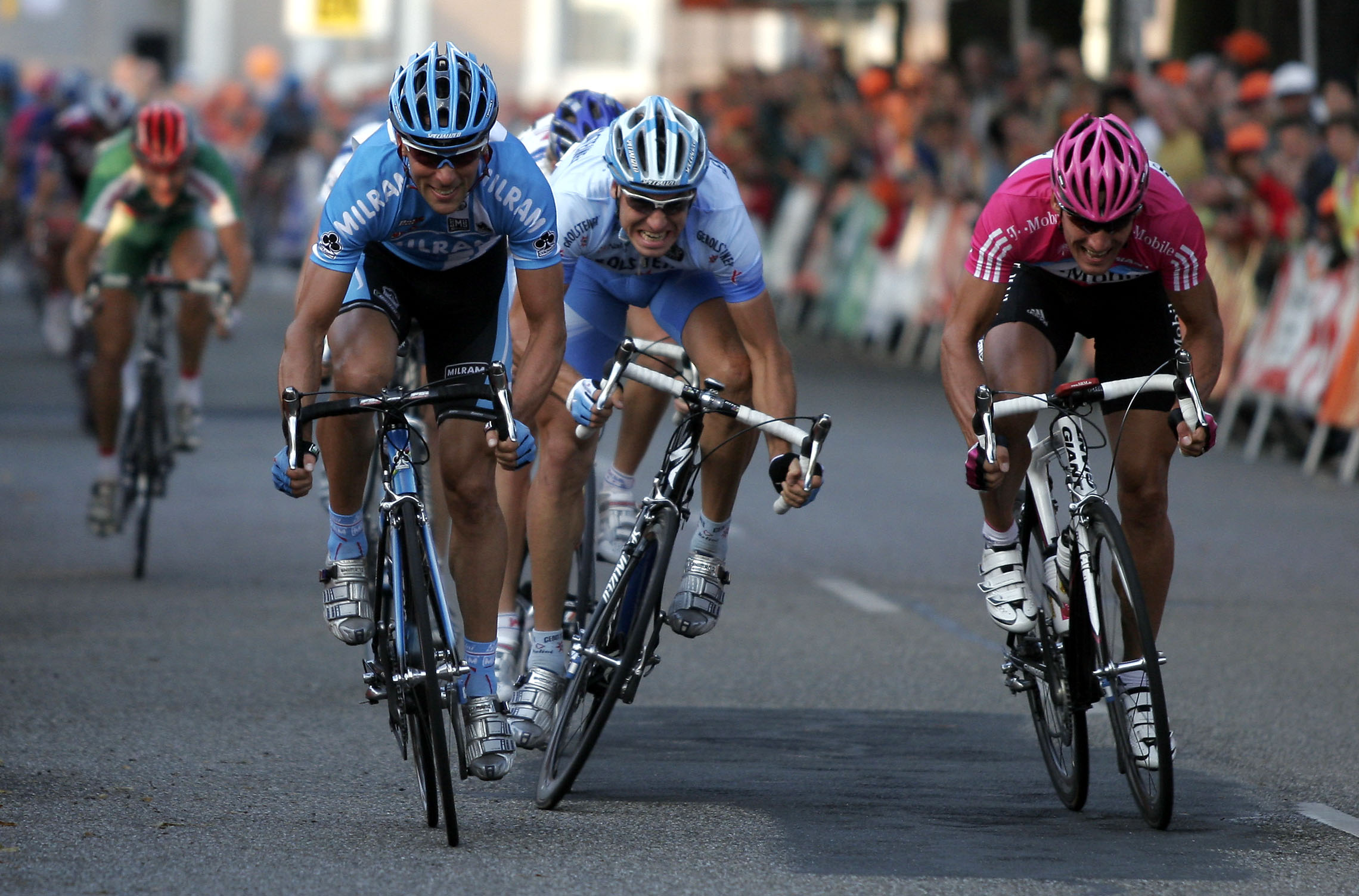
Przykładowy finisz sprinterski

Sprinter – typ zawodnika w kolarstwie szosowym. Sprinter specjalizuje się w finiszach w końcówkach płaskich etapów, dzięki swojej umiejętności do bardzo dynamicznego i szybkiego przyspieszenia do dużej prędkości.

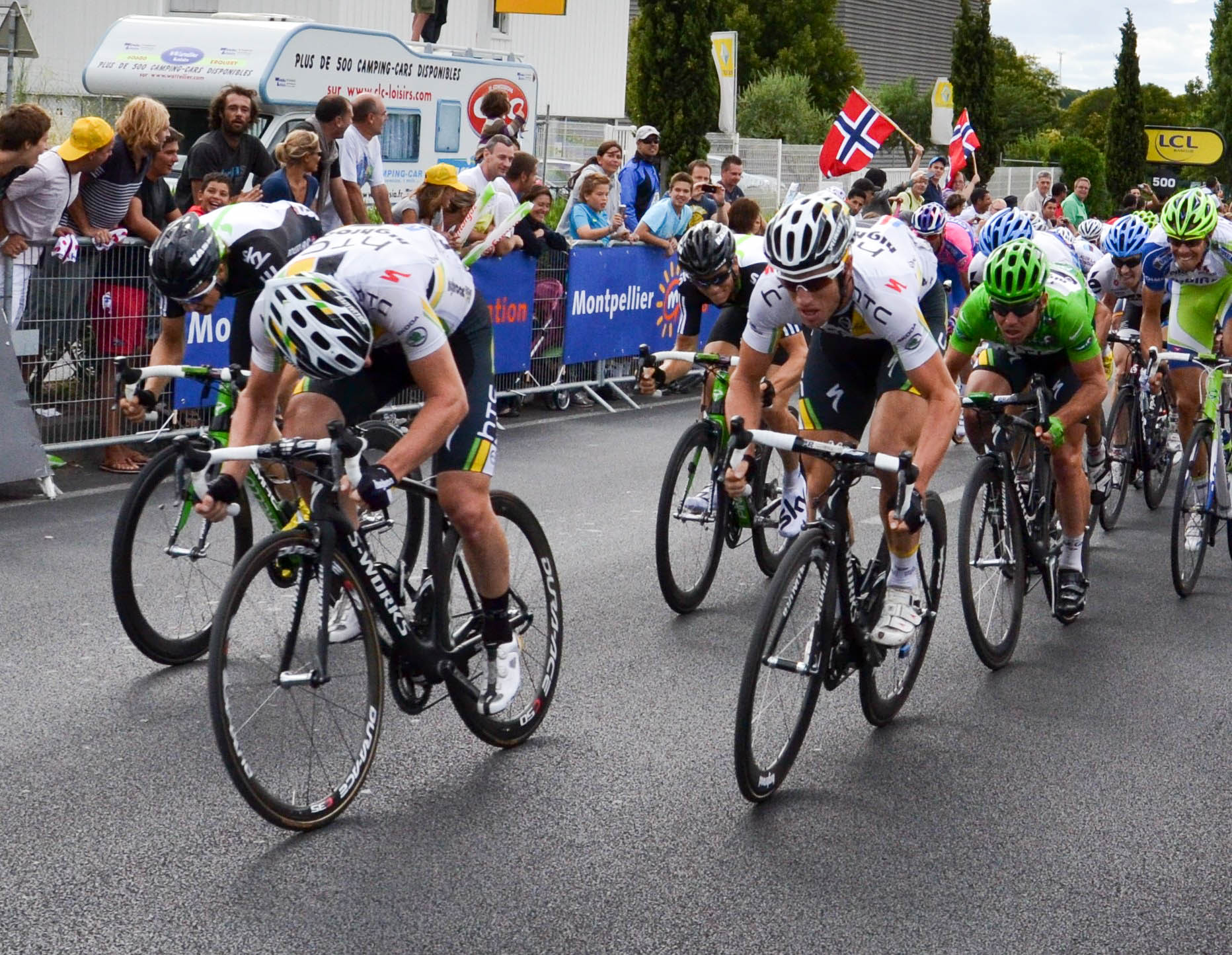
Mark Cavendish w zielonej koszulce najlepszego sprintera Tour de France rozprowadzany przed finiszem przez swoich kolegów z drużyny

Sprinterzy charakteryzują się dużą ilością włókien szybkokurczliwych w swoim ciele, co pozwala im wygenerować bardzo dużą moc w krótkim czasie. Różnią się swoją budową od znacznie lżejszych górali; ich BMI zazwyczaj oscyluje w okolicy 22 i 23. Na ostatnich kilku kilometrach płaskich wyścigów drużyna sprintera tworzy pociąg sprinterski (kilku kolarzy jadących „gęsiego” przed sprinterem), który ma za zadanie rozprowadzić go, czyli pomóc mu w uzyskaniu jak najlepszej pozycji i zmniejszeniu oporu aerodynamicznego, aby zachował jak najwięcej sił na finisz. Zazwyczaj sprinterzy należą do faworytów klasyfikacji punktowych, które są zwane również potocznie klasyfikacjami sprinterskimi (punkty w takiej klasyfikacji zależą od miejsc zajmowanych przez kolarzy na poszczególnych etapach, a czasem również lotnych premiach, a nie od strat czasowych poniesionych w stosunku do rywali, jak w klasyfikacji generalnej). Na etapach górskich wielu sprinterów wchodzi w skład grupetta, co sprawia, że nie walczą oni o lokaty w klasyfikacji generalnej wyścigu.
Do sprinterów należą m.in.: Mark Cavendish, Peter Sagan, Erik Zabel, Dżamolidin Abdużaparow, Freddy Maertens, Mario Cipollini, Oscar Freire, Robbie McEwen, Sean Kelly, Alessandro Petacchi, Marcel Kittel, Jasper Philipsen, Tim Merlier, Jonathan Milan, Biniam Girmay, Olav Kooij czy Stanisław Aniołkowski.